# Fuchs’ Knabenkraut
Fuchs’ Knabenkraut (Dactylorhiza fuchsii) auch Fuchs’ Fingerknabenkraut oder seltener Fuchs-Fingerwurz genannt, gehört zur Gattung Fingerwurzen (Dactylorhiza) innerhalb der Familie der Orchideen (Orchidaceae). Die Art ist nach dem Tübinger Medizinprofessor Leonhard Fuchs (1501–1566), Verfasser zahlreicher medizinischer Werke und Autor der berühmten Kräuterbücher, benannt.

## Beschreibung

### Habitus und Blätter
Fuchs’ Knabenkraut ist eine ausdauernde, krautige Pflanze, die Wuchshöhen von etwa 20 bis 90 Zentimetern erreicht.
Der markige Stängel ist nicht hohl.
Die Laubblätter werden 5 bis 10 (bis 12) cm lang, die Spitze des obersten Laubblattes ist bei dieser Art weit vom Blütenstand entfernt. Die Laubblätter sind oberseits dunkelgrün, unterseits heller und besitzen meist querovale Flecke. Die unteren Blätter sind rosettig gehäuft, das unterste Laubblatt ist auffallend kurz und stumpf.

### Blütenstand und Blüten

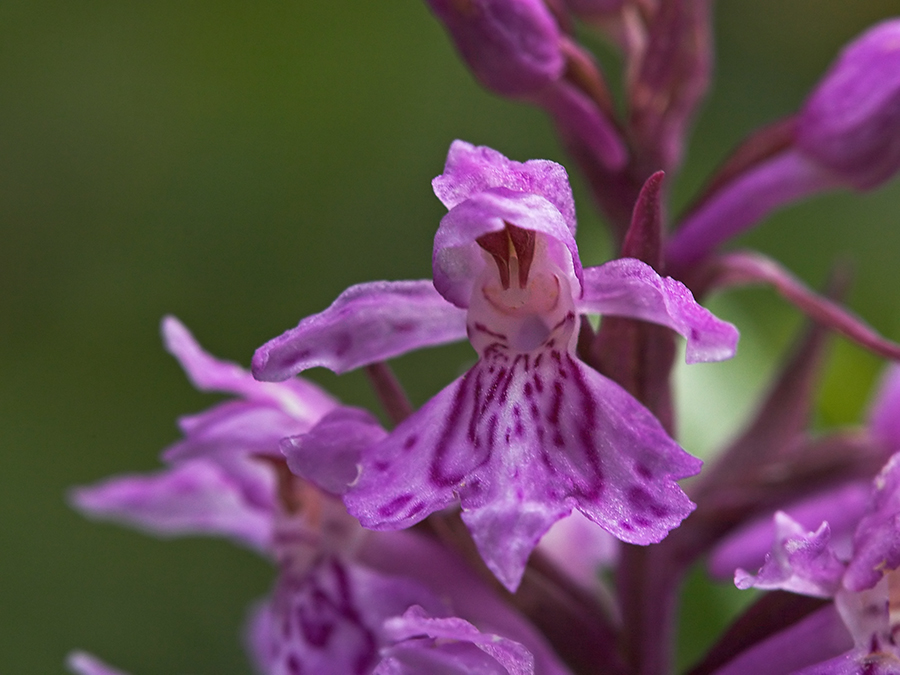
Blütendetail

Der dichte und reichblütige Blütenstand ist anfangs kegel-, dann walzenförmig. Die Blüten sind dunkelviolett, seltener weiß und mehr oder weniger mit Punkten und Strichen, meistens auch mit einem symmetrischen Schleifenmuster auf der Lippe gezeichnet. Die Deckblätter sind meist kürzer als die Blüte. Die Lippe ist kleiner als beim Gefleckten Knabenkraut (Dactylorhiza maculata) und tiefer dreiteilig eingeschnitten. Die Mittellappen sind vorgezogen und mehr als halb so groß wie ein Seitenlappen.
Die Blütezeit ist von Juni bis Juli.

### Chromosomenzahl
Die Chromosomenzahl beträgt 2n = 20, 40, 60 oder 80.

## Vorkommen und Verbreitung
Das Verbreitungsgebiet reicht von Europa bis zur Mongolei. Als Standort werden Nadelmischwälder, frische Wiesen, Flach- und Quellmoore von der collinen bis subalpinen Höhenstufe bevorzugt. In Europa kommt die Art in fast allen Ländern vor und fehlt nur in Portugal, Dänemark, Moldau, Albanien, Bulgarien, Griechenland und in der Türkei.
Diese Art ist in Österreich mäßig häufig, über die genaue Verbreitung gibt es noch keine genauen Angaben.
Nach Oberdorfer gedeiht die Art in Mitteleuropa auf wechselfeuchten bis nassen, vorzugsweise basenreichen, auch kalkhaltigen, humosen tonigen Böden in Gesellschaften der Klasse Scheuchzerio-Caricetea oder der Verbände Erico-Pinion, Mesobromion oder des Unterverbands Galio-Abietenion. In den Allgäuer Alpen steigt sie am Linkerskopf in Bayern bis zu 2100 Metern Meereshöhe auf. Die ökologischen Zeigerwerte nach Landolt et al. 2010 sind in der Schweiz: Feuchtezahl F = 3+w+ (feucht aber stark wechselnd), Lichtzahl L = 3 (halbschattig), Reaktionszahl R = 4 (neutral bis basisch), Temperaturzahl T = 3+ (unter-montan und ober-kollin), Nährstoffzahl N = 2 (nährstoffarm), Kontinentalitätszahl K = 3 (subozeanisch bis subkontinental).

## Taxonomie
Dactylorgiza fuchsii wurde 1915 als Orchis fuchsii von George Claridge Druce in (Report,) Botanical Society and Exchange Club of the British Isles Band 4, Teil 1, Seite 105 erstbeschrieben. Die Art wurde 1962 durch Károly Rezső Soó von Bere in Nomina Nova Generis Dactylorhiza Seite 8 als Dactyorhiza fuchsii (Druce) Soó in die Gattung Dactyorhiza gestellt.
Unter Taxonomen herrscht Uneinigkeit, ob Fuchs’ Knabenkraut tatsächlich – wie hier beschrieben – eine eigene Art oder nur eine Unterart oder gar nur Varietät der sehr variablen Flecken-Fingerwurz ist. Einige Florenwerke führen die Sippe demgemäß als Teil von Dactylorhiza maculata s. lat. an.
Rafael Govaerts führt folgende Unterarten an:
- Dactylorhiza fuchsii subsp. carpatica (Batoušek & Kreutz) Kreutz: Sie kommt in den Karpaten vor.[2]
- Dactylorhiza fuchsii (Druce) Soó subsp. fuchsii: Sie kommt von Europa bis zur Mongolei vor.[2]
- Dactylorhiza fuchsii subsp. hebridensis (Wilmott) Soó: Sie kommt in Großbritannien und im westlichen Irland vor.[2]
- Dactylorhiza fuchsii subsp. okellyi (Druce) Soó: Sie kommt im westlichen Großbritannien und im westlichen Irland vor.[2]
- Dactylorhiza fuchsii subsp. psychrophila (Schltr.) Holub (Syn.: Dactylorhiza maculata var. psychrophila (Schltr.) Vöth, Dactylorhiza psychrophila (Schltr.) Aver.): Sie kommt von Europa bis Sibirien vor.[2] Die Chromosomenzahl ist 2n = 80.[1]
- Dactylorhiza fuchsii subsp. sooana (Borsos) Borsos: Sie kommt in den Karpaten vor.[2]

## Bilder

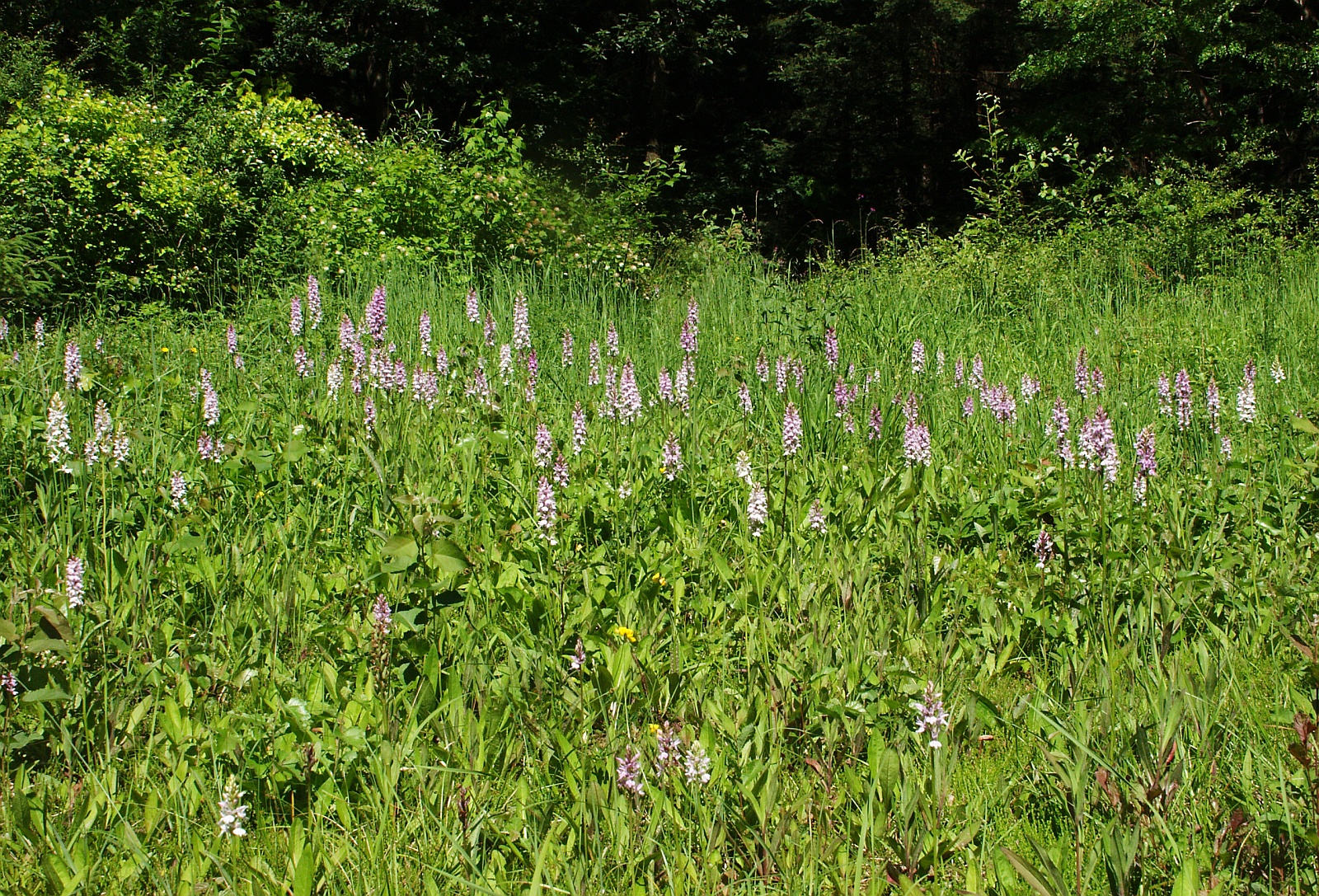
Fuchs’ Knabenkraut am Standort auf einer Waldlichtung im Schwäbisch-Fränkischen Wald
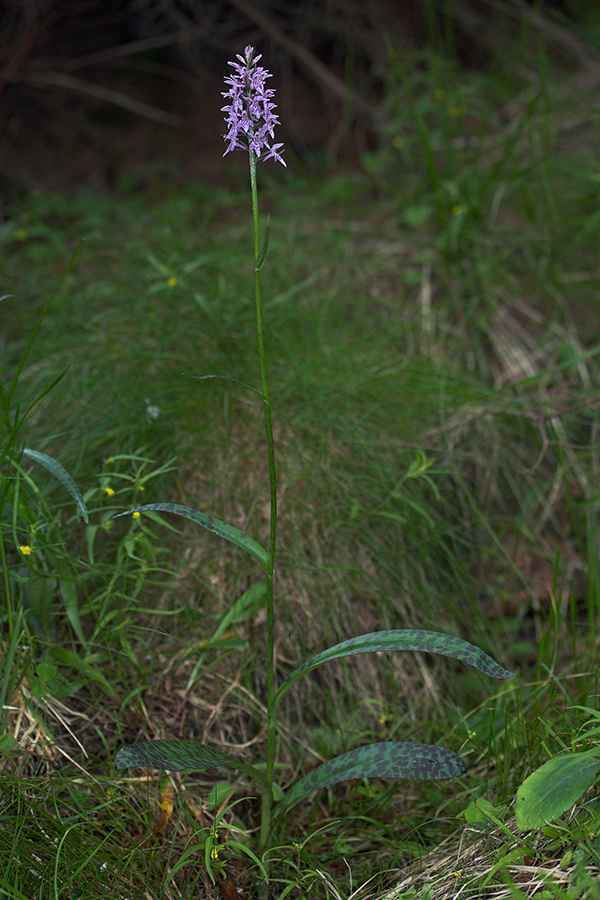
Habitus
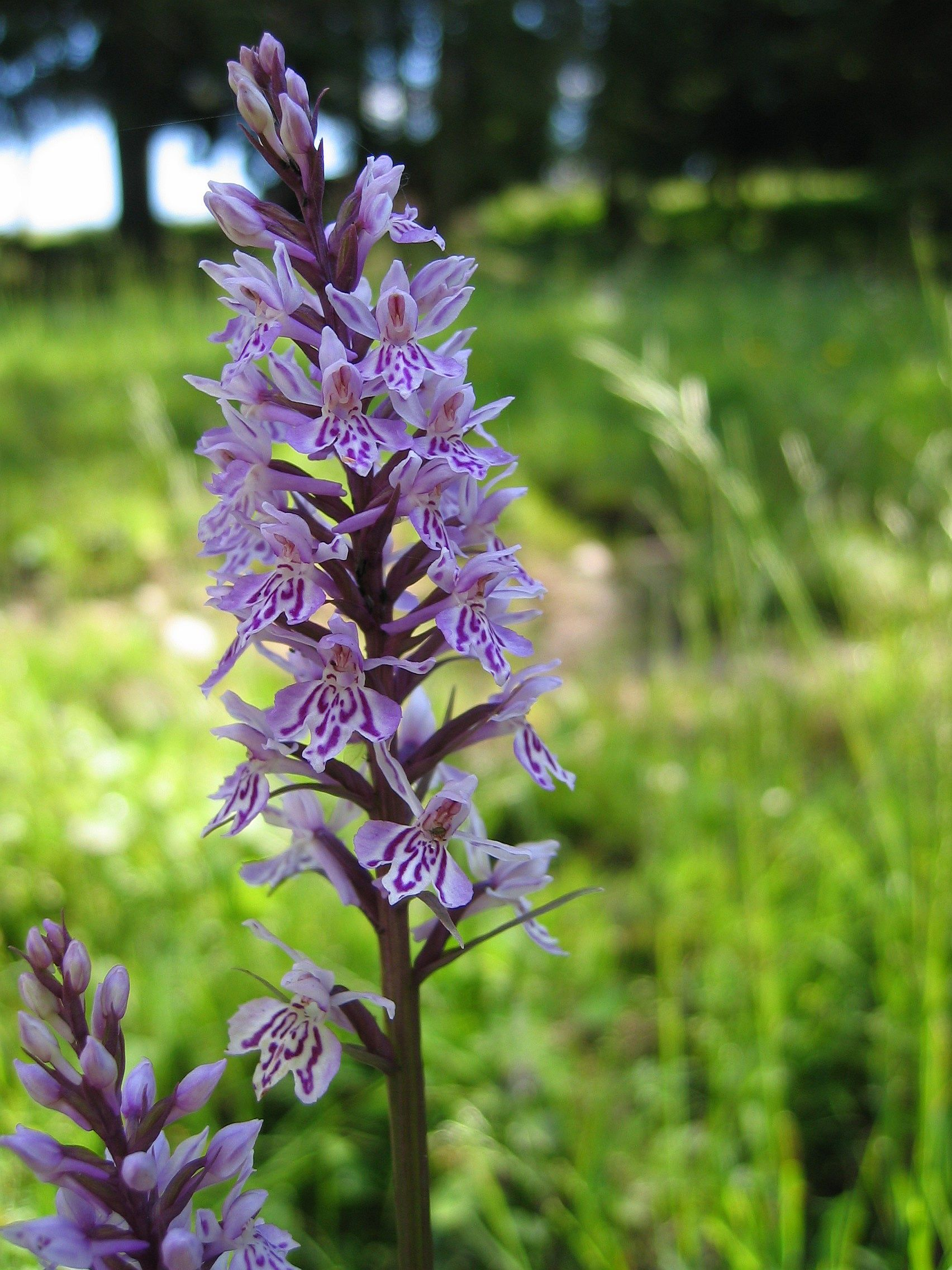
Blütenstand
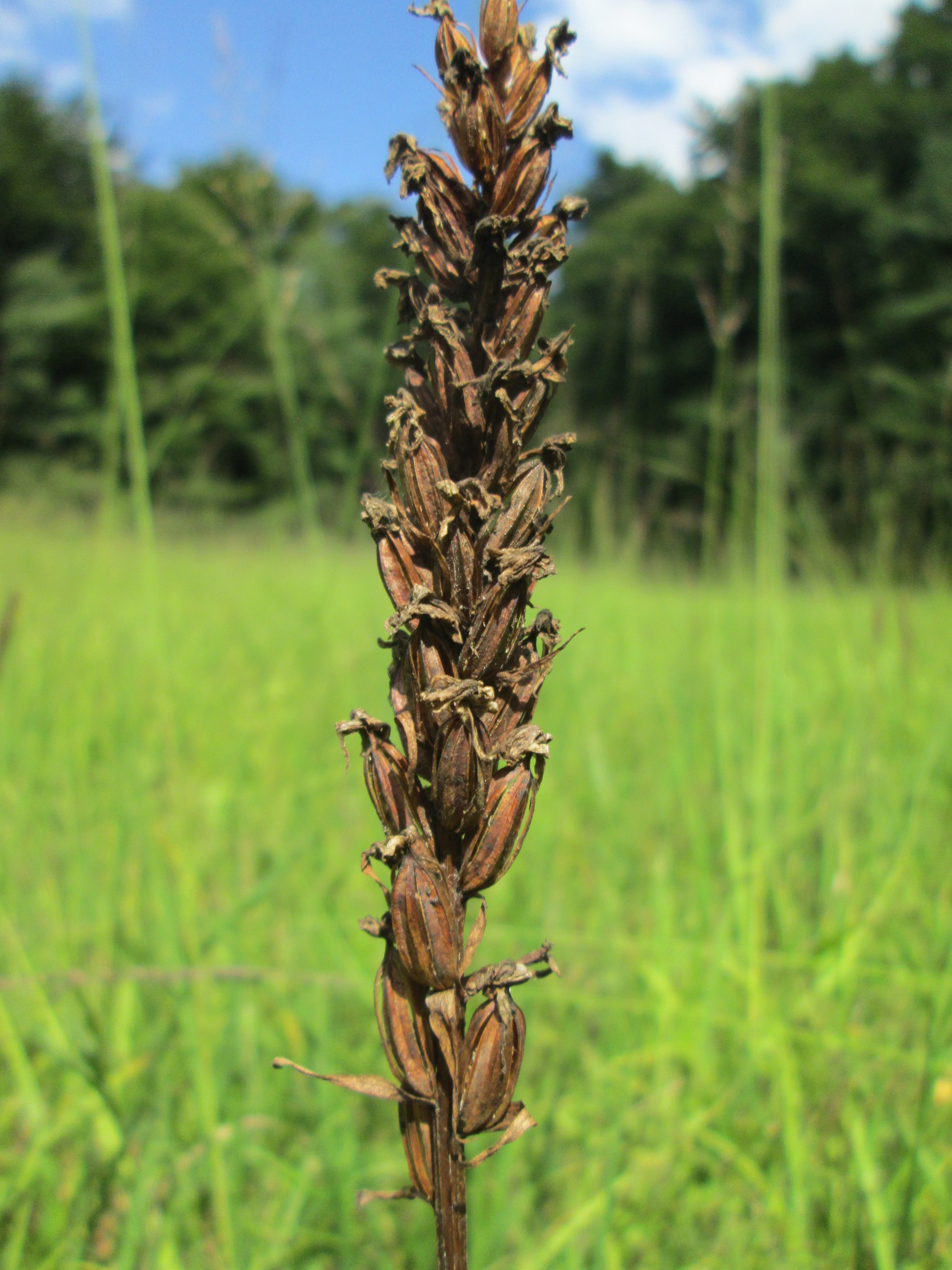
Fruchtstand
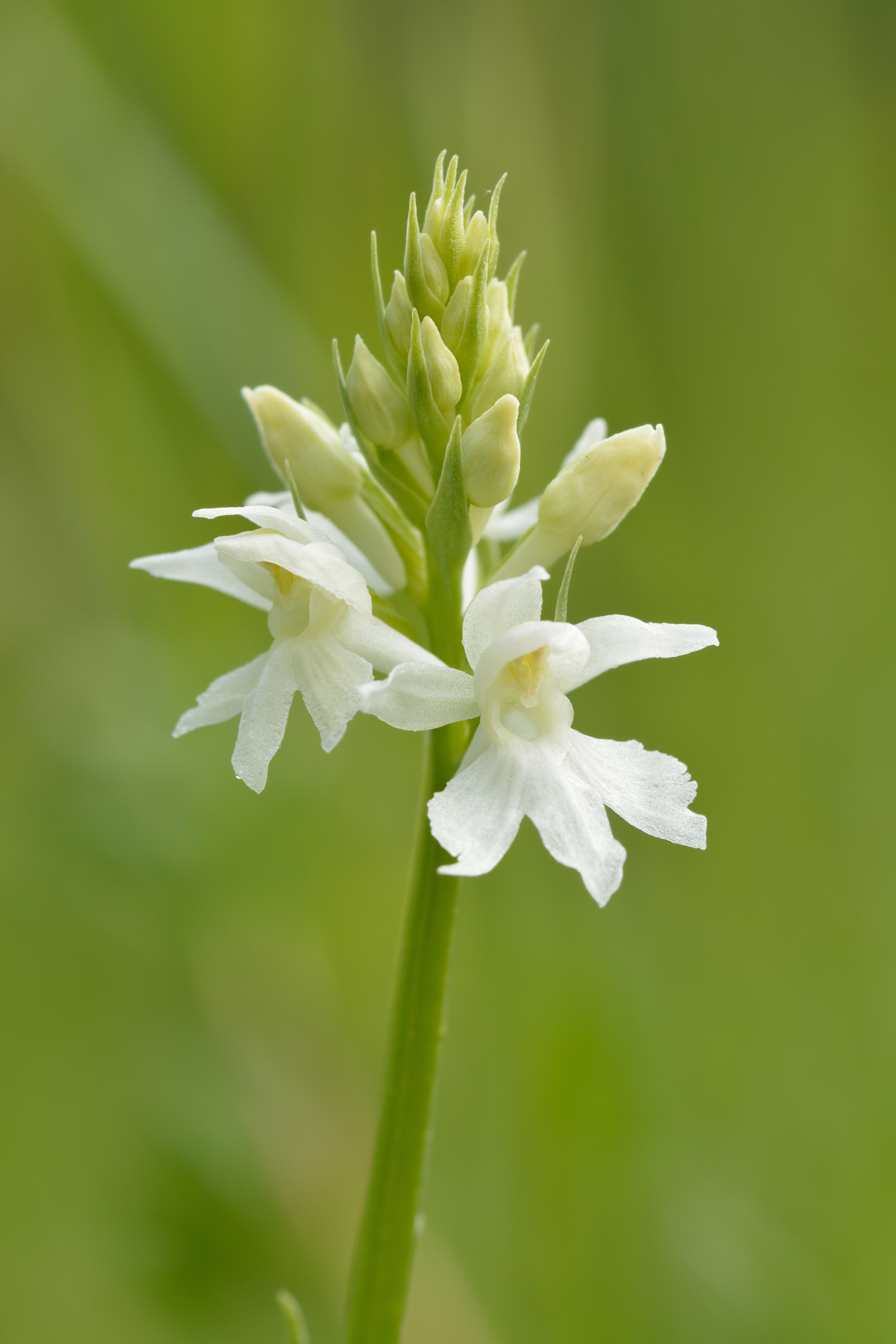
Weiß blühendes Fuchs’ Knabenkraut